# Martin van Meytens
Martin van Meytens, též Mytens nebo Mijtens (24. června 1695 Stockholm – 23. března 1770 Vídeň) byl švédský malíř.

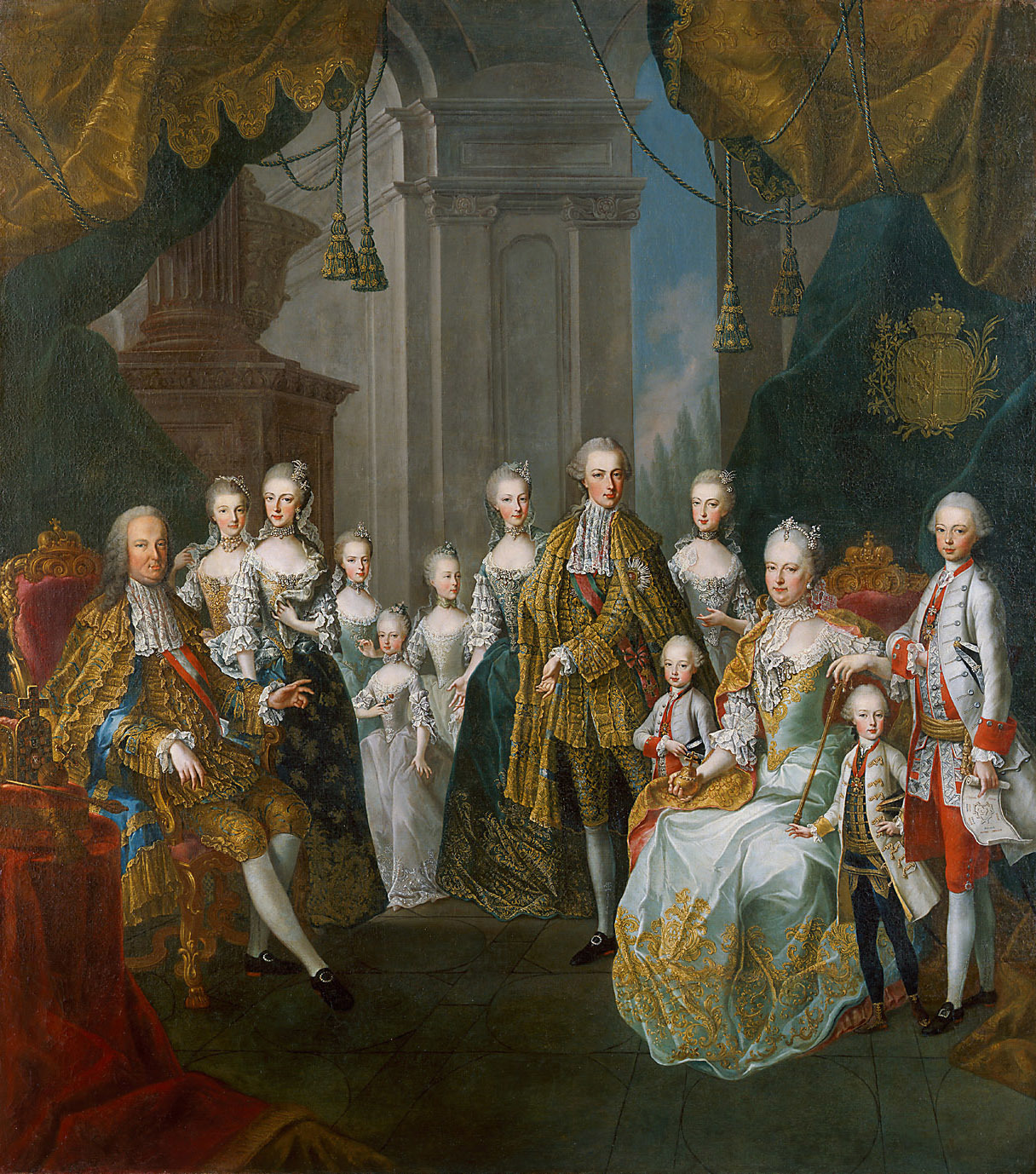
Císař František se svými dětmi kol.1750

U svého otce Martina Meytense se učil portrétní malbě, specializoval se na podobizny a miniatury na emailu. Získal značnou oblibu a také jmění ve Vídni, kde se roku 1721 usadil.